# La Peau de chagrin (Levadé)
La Peau de chagrin (título original en francés; en español, La piel de zapa) es una ópera en cuatro actos con música de Charles-Gaston Levadé y libreto escrito por Pierre Decourcelle y Michel Carré, basado en la novela homónima de Honoré de Balzac. Se estrenó el 24 de abril de 1929 en la Opéra-Comique de París.